# L'uomo sulla banchina
L'uomo sulla banchina (L'homme sur les quais) è un film del 1993 diretto da Raoul Peck.
Fu presentato in concorso al Festival di Cannes 1993.